# Young Girls
"Young Girls"는 미국의 싱어송라이터 브루노 마스의 2번째 정규 음반 Unorthodox Jukebox의 수록곡이다.